# Distrito de Befandriana-Nord

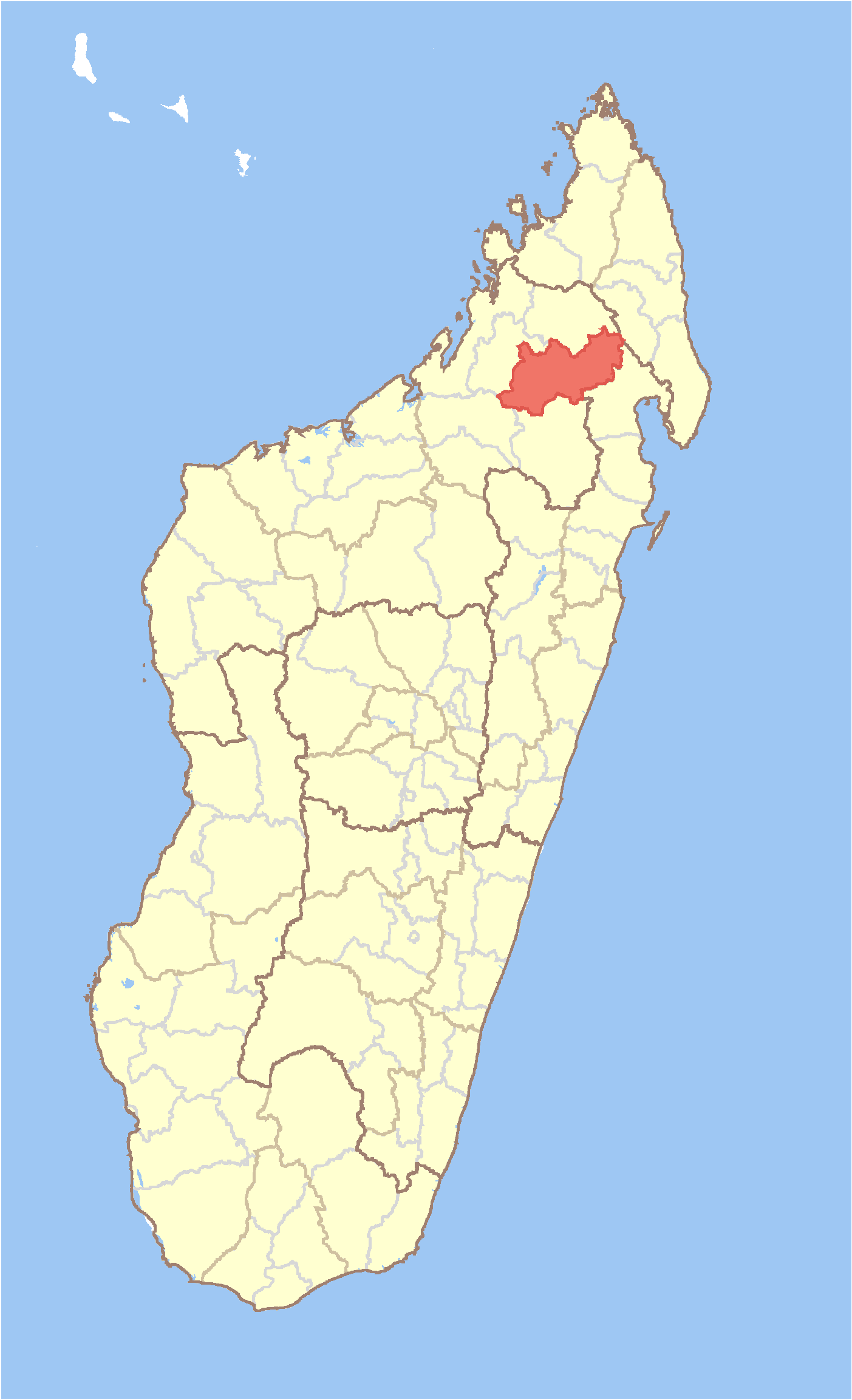
Distrito de Befandriana-Nord

Befandriana-Nord o Befandriana-Avaratra (literalmente Befandriana Norte) es un distrito en el norte de Madagascar. Es una parte de la Región de Sofía y limita con los distritos de Bealanana en el norte, Andapa, en el noreste, Maroantsetra en este, Mandritsara en el sur, Boriziny(Port-Bergé), en el suroeste y Antsohihy en el noroeste. La zona es de 8394 kilómetros cuadrados (3.241 millas cuadradas) y la población se estima en 169.423 habitantes en 2001.
El distrito se divide en 12 municipios:
- Ambararata
- Ambodimotso-Atsimo
- Ambolidibe Est
- Ankarongana
- Antsakabary
- Antsakanalabe
- Befandriana-Avaratra
- Maroamalona
- Matsondana
- Morafeno, Befandriana-Nord
- Tsarahonenana
- Tsiamalao